# A Regina
L'A Regina è stato un traghetto, appartenuto alla compagnia di navigazione italiana Corsica Ferries dal 1979 al 1985.

## Servizio[1]
Varato il 7 febbraio 1966 nel cantiere navale A/S Langesund Mekaniske Verksted di Langesund con il nome di Stena Germanica e consegnato il 15 aprile 1967 alla Stena AB, prende servizio a partire dal 24 aprile dello stesso anno sulla Göteborg-Kiel.

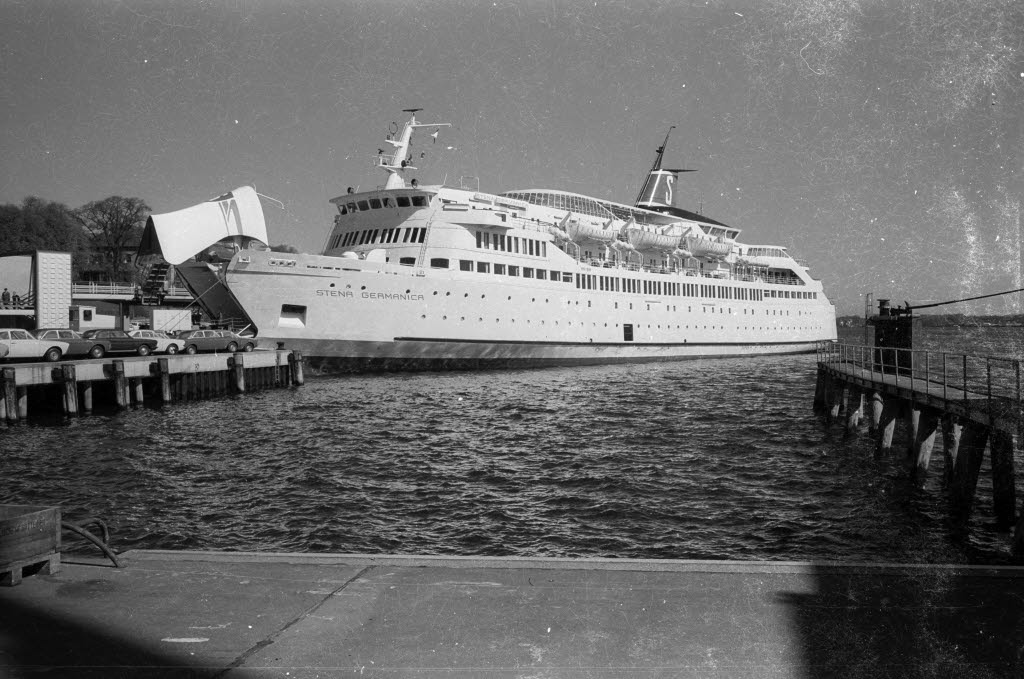
Lo Stena Germanica ormeggiato per la prima volta a Kiel nel 1967.

Nell'autunno del 1967 esegue saltuariamente delle traversate tra Göteborg e Frederikshavn.
Nel novembre del 1967 viene noleggiato all'algerina CNAN e impiegato sulla Marsiglia-Algeri. Il 12 dicembre successivo torna in servizio sulla Göteborg-Kiel.

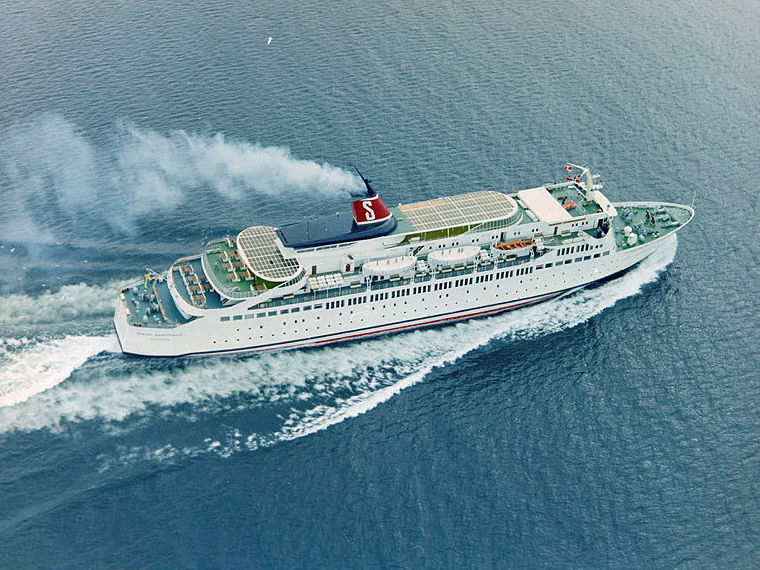
Lo Stena Germanica in navigazione nel 1967.

A Febbraio 1968 vengono aggiunte delle nuove cabine nel cantiere navale di Sölvesborg.
Dall'estate del 1972 viene impiegato sulla nuova rotta tra Kiel e Korsör.
Da luglio ad agosto 1973 opera sulla Stoccolma-Mariehamn. Successivamente torna in servizio sulla Göteborg-Kiel.
Da aprile al 28 giugno 1974 opera sulla Göteborg-Frederikshavn e successivamente torna in servizio sulla Göteborg-Kiel-Korsör, continuando sporadicamente a navigare verso Frederikshavn.
Da giugno ad agosto 1975 viene impiegato sulla Göteborg-Kiel-Korsör-Göteborg-Frederikshavn.

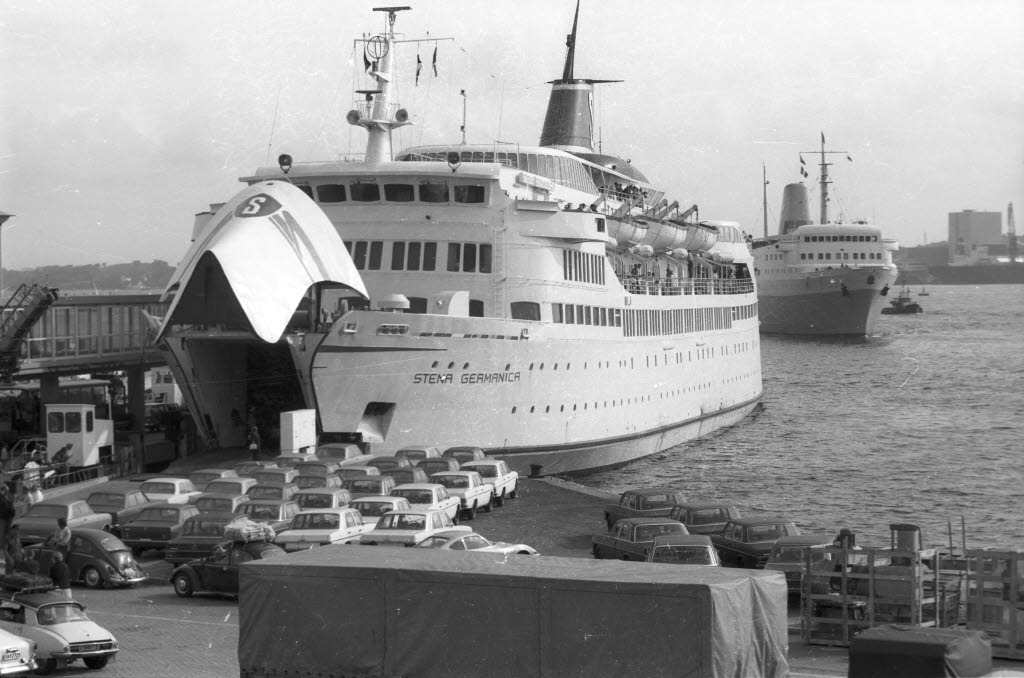
Lo Stena Germanica ormeggiato a Kiel nel 1970.

Da ottobre a dicembre 1975 viene impiegato come nave alloggio nel porto di Stavanger.
Da giugno a novembre 1976 viene noleggiato alla ENTM e impiegato sulla Marsiglia-Algeri.
Terminato il noleggio, il 23 dicembre 1976 giunge a Göteborg, proveniente da Algeri, e viene disarmato.
Nei primi mesi del 1978 viene noleggiato alla B&I Line e impiegato sulla Cork-Swansea.
Da maggio a ottobre 1978 viene noleggiato alla Exploration & Production della Shell e impiegato come nave da trasporto tra Aberdeen e il giacimento di Brent del Nord. In tale occasione viene dotato di una base di atterraggio per elicotteri, situata nella zona poppiera.
Da ottobre a dicembre 1978 viene noleggiato alla statunitense Chevron e impiegato di nuovo come nave da trasporto tra Aberdeen e il giacimento di Brent.
Tornato in flotta Stena AB, dal 21 dicembre 1978 a gennaio 1979 viene impiegato sulla Göteborg-Kiel.
Nel febbraio del 1979 viene venduto alla compagnia italiana Corsica Ferries, che lo ribattezza A Regina.
Giunto a Livorno dal Mar Baltico, viene trasferito all’interno del Piccolo Bacino di carenaggio e sottoposto a lavori di adattamento al servizio nel Mar Mediterraneo.
Nell'aprile del 1979 prende servizio effettuando crociere tra Sanremo, Ajaccio, Tunisi, La Valletta, Taormina, Capri e Bastia con il nome d’arte di Sea Club, dipinto sullo scafo giallo brillante. Successivamente prende servizio nei collegamenti di linea tra Italia e Corsica.
Nel 1984 viene utilizzato come nave casinò nel porto di Bastia.
Nell'ottobre del 1984 viene trasferito alla Dominican Ferries e prende servizio nei collegamenti tra Mayagüez e San Pedro de Macorís.
Il 15 febbraio 1985, durante un viaggio tra Mayagüez e San Pedro, al largo dell'isola di Mona, entra in collisione con una barriera corallina, semiaffondando. Dopo l’incaglio, gli sforzi di salvataggio di Smit Salvors fallirono e la nave rimase sulla barriera corallina fino al 1989, quando la Titan Marine Salvage rimosse e demolì il relitto lavorando da una chiatta con gru sollevabile.

## Galleria d'immagini

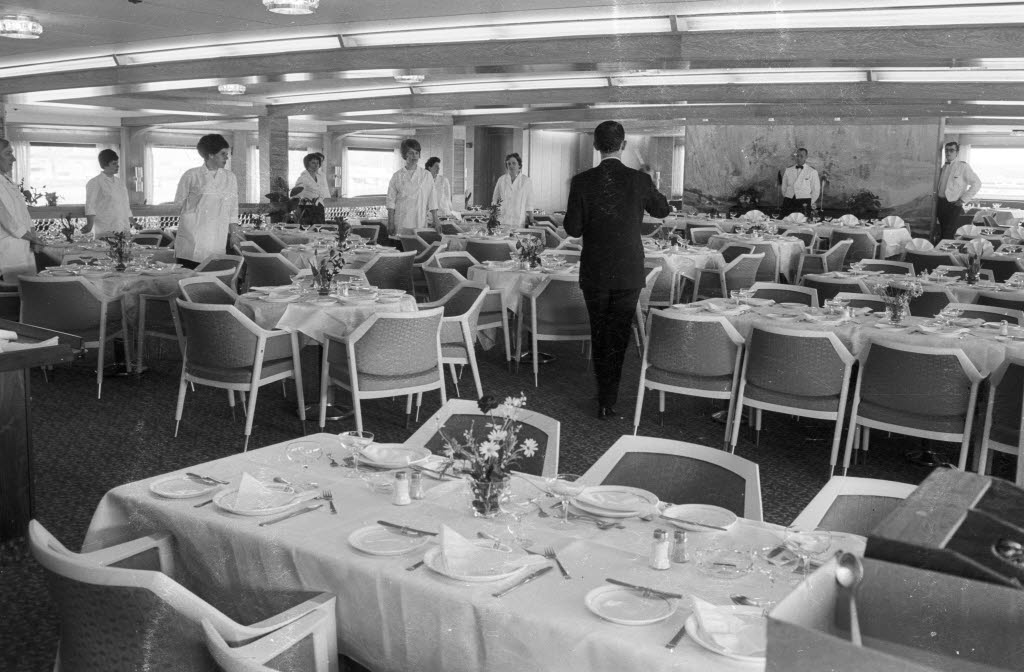
Il salone del ristorante

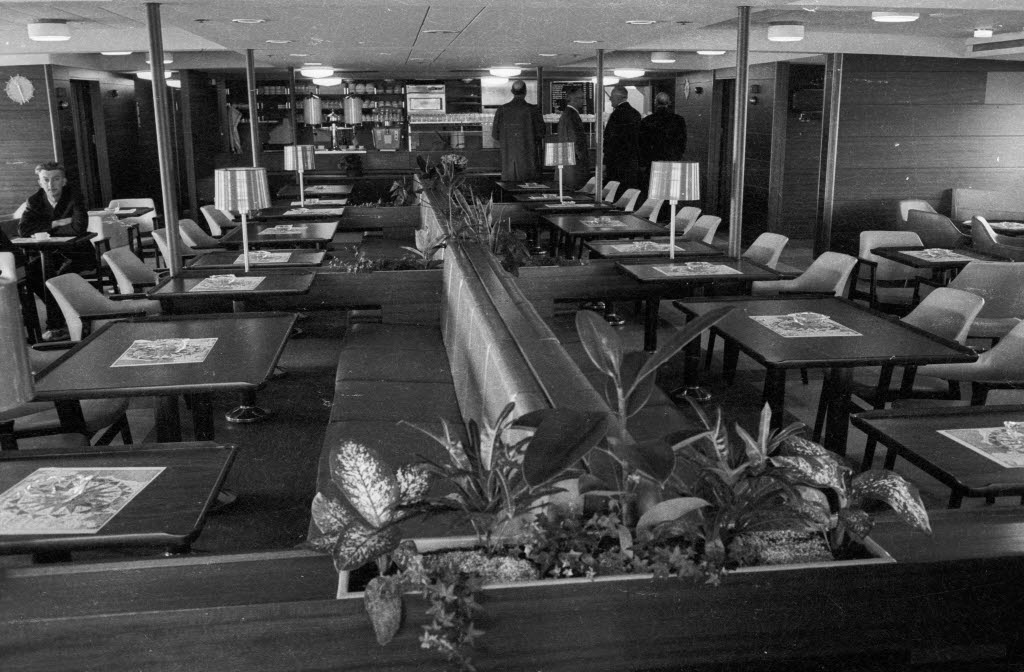
La caffetteria

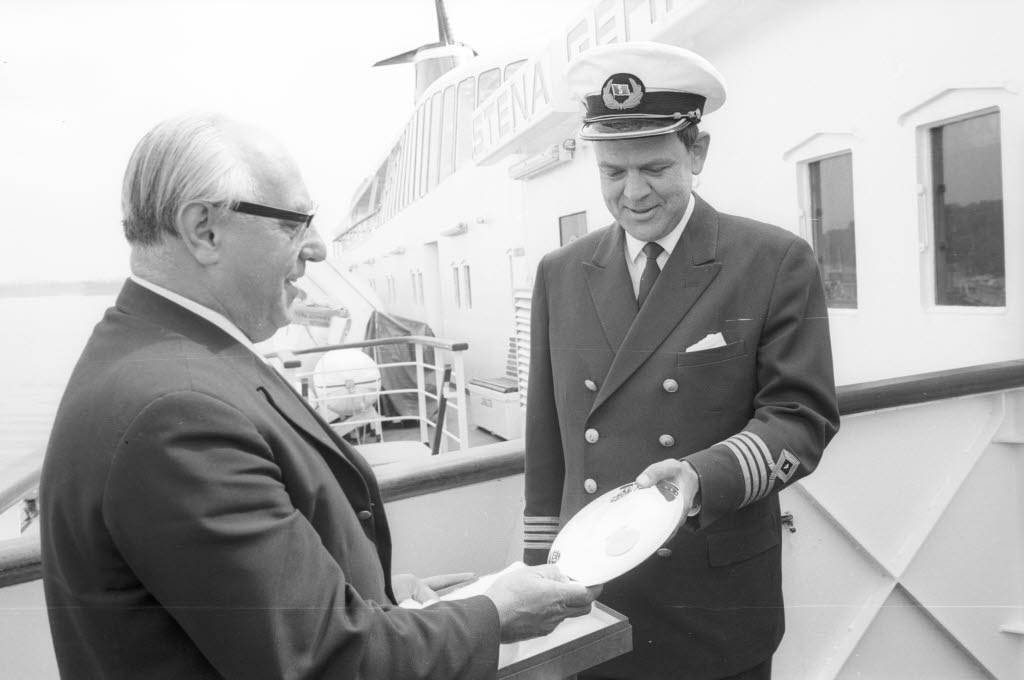
Il consigliere comunale di Kiel Rudolf Renger consegna al com.te Erland Von Hofsten un piatto d'argento e una medaglia, in occasione del 100º approdo del traghetto nella città tedesca il 17 giugno 1968.

## Navi gemelle
- Moby Dream (già Stena Britannica)